# Плезант-Гіллс (Огайо)
Плезант-Гіллс (англ. Pleasant Hills) — переписна місцевість (CDP) в США, в окрузі Гамільтон штату Огайо. Населення — 950 осіб (2020).

## Географія
Плезант-Гіллс розташований за координатами 39°14′11″ пн. ш. 84°31′24″ зх. д. / 39.23639° пн. ш. 84.52333° зх. д. (39.236277, -84.523313).  За даними Бюро перепису населення США в 2010 році переписна місцевість мала площу 0,85 км², уся площа — суходіл.

## Демографія
Згідно з переписом 2010 року, у переписній місцевості мешкало 606 осіб у 269 домогосподарствах у складі 166 родин. Густота населення становила 710 осіб/км².  Було 310 помешкань (363/км²).
Расовий склад населення:
| - 53,0 % — чорних або афроамериканців - 43,6 % — білих - 0,8 % — азіатів |

До двох чи більше рас належало 1,8 %. Частка іспаномовних становила 0,3 % від усіх жителів.
За віковим діапазоном населення розподілялося таким чином: 19,6 % — особи молодші 18 років, 59,3 % — особи у віці 18—64 років, 21,1 % — особи у віці 65 років та старші. Медіана віку мешканця становила 46,7 року. На 100 осіб жіночої статі у переписній місцевості припадало 90,0 чоловіків;  на 100 жінок у віці від 18 років та старших — 79,7 чоловіків також старших 18 років.
Середній дохід на одне домашнє господарство  становив 69 666 доларів США (медіана — 55 243), а середній дохід на одну сім'ю — 74 276 доларів (медіана — 55 446). За межею бідності перебувало 13,9 % осіб, у тому числі 0,0 % дітей у віці до 18 років та 0,0 % осіб у віці 65 років та старших.
Цивільне працевлаштоване населення становило 309 осіб. Основні галузі зайнятості: освіта, охорона здоров'я та соціальна допомога — 20,4 %, виробництво — 19,4 %, науковці, спеціалісти, менеджери — 16,5 %, публічна адміністрація — 13,9 %.